# Blacklegs Creek
Der Blacklegs Creek ist ein 24  Kilometer langer rechter Nebenfluss des Kiskiminetas River im Indiana County im Südwesten des US-Bundesstaates Pennsylvania. Er ist der größte Zufluss des Kiskiminetas River und entwässert ein rund 118 Quadratkilometer großes Gebiet, das zu 88 % im Indiana County und 12 % im Armstrong County liegt.

## Verlauf
Der Fluss entspringt in der Armstrong Township südlich von Shelocta an der Pennsylvania State Route 3022. Er fließt meist in südwestliche Richtung durch ein waldiges und wenig bewohntes Tal und passiert dabei Clarksburg, die einzige Siedlung am Flusslauf. Der Blacklegs Creek mündet wenig später bei Saltsburg in den Kiskiminetas River. Wichtigste Zuflüsse sind der Whisky Run und der Big Run.